# Lotus 43
Der Lotus 43 war ein Formel-1-Rennwagen, den der britische Rennwagenkonstrukteur und Besitzer des F1-Teams Lotus, Colin Chapman,  für die Saison 1966 entworfen hatte. Mit seinem schweren und unzuverlässigen BRM-Motor gewann er nur ein Rennen, den Großen Preis der USA von 1966.

## Entwicklungsgeschichte und Technik
Der Lotus 43 kam nie über den Status einer „Zwischenlösung“ hinaus. 1966 wurde in der Formel 1 die 3-Liter-Formel (bezogen auf den Hubraum) eingeführt und Lotus hatte plötzlich kein passendes Auto mehr. Der Motor des Vorgängermodells Lotus 33 aus der bis 1965 geltenden 1,5-Liter-Formel konnte lediglich auf etwa 2 Liter Hubraum aufgebohrt werden, und weil Lotus’ langjähriger Motorenlieferant Coventry Climax keinen 3-Liter-Motor für die neue Formel mehr entwickelte, musste sich das Team nach einem geeigneten Ersatz umsehen. Die Zusammenarbeit mit Cosworth, die die Basis für das Nachfolgemodell Lotus 49 bildete, war erst im Entstehen.
Lotus-Kunden hatten schon vorher teilweise Motoren von B.R.M. verwendet. Lotus wollte daher für den 43 die H-16-Motoren verwenden, die B.R.M. für die eigenen Fahrzeuge entwickelt hatte. Schon beim Abladen der ersten Motoren im Werk zeichneten sich Schwierigkeiten ab. Man brauchte vier Mann, um einen Motor vom Lastwagen zu heben. Der Motor war viel zu schwer, durch seine Komplexität sehr anfällig und erreichte außerdem nie die von B.R.M. versprochene Leistung. Er wurde als tragendes Teil am Schott hinter dem Cockpit montiert und trug die Hinterradaufhängung. Das Monocoque war für einen Formel-1-Wagen extrem kurz, Colin Chapman orientierte sich dabei am Lotus 38, der in Indianapolis sehr erfolgreich war.
Abgesehen von den Problemen, die zum großen Teil dem schwer zu beherrschenden 16-Zylinder-Motor zuzuschreiben waren, war das Typ-43-Chassis gut konstruiert. Zahlreiche seiner Elemente flossen in den 1967er Nachfolger, den weitaus erfolgreicheren Lotus 49 ein, einschließlich der Verwendung des Motors als tragendes Strukturelement, das die Hinterradaufhängung trug und so Gewicht einsparte.

## Renngeschichte
Jim Clark, Peter Arundell und der von B.R.M. zurückgekehrte Graham Hill kämpften das ganze Jahr mit dem Übergewicht des Wagens. Hill und Arundell fuhren daher den 33 bei den meisten Weltmeisterschaftsläufen, den Lotus auf das neue Reglement umgerüstet hatte. Bis zum Ende der Saison schien sich das Fahrzeug zu einem völligen Fehlschlag zu entwickeln, da keine einzige Zielankunft gelang. Erst Jim Clark rettete das Team vor einem Totalausfall, als er völlig überraschend den Großen Preis der USA in Watkins Glen gewann. 1967 wurde der Wagen noch in Südafrika eingesetzt und dann vom erfolgreichen Modell 49 abgelöst. Die beiden 43-Chassis wurden verkauft und kamen später noch einige Zeit in der Formel 5000 zum Einsatz.

## Galerie

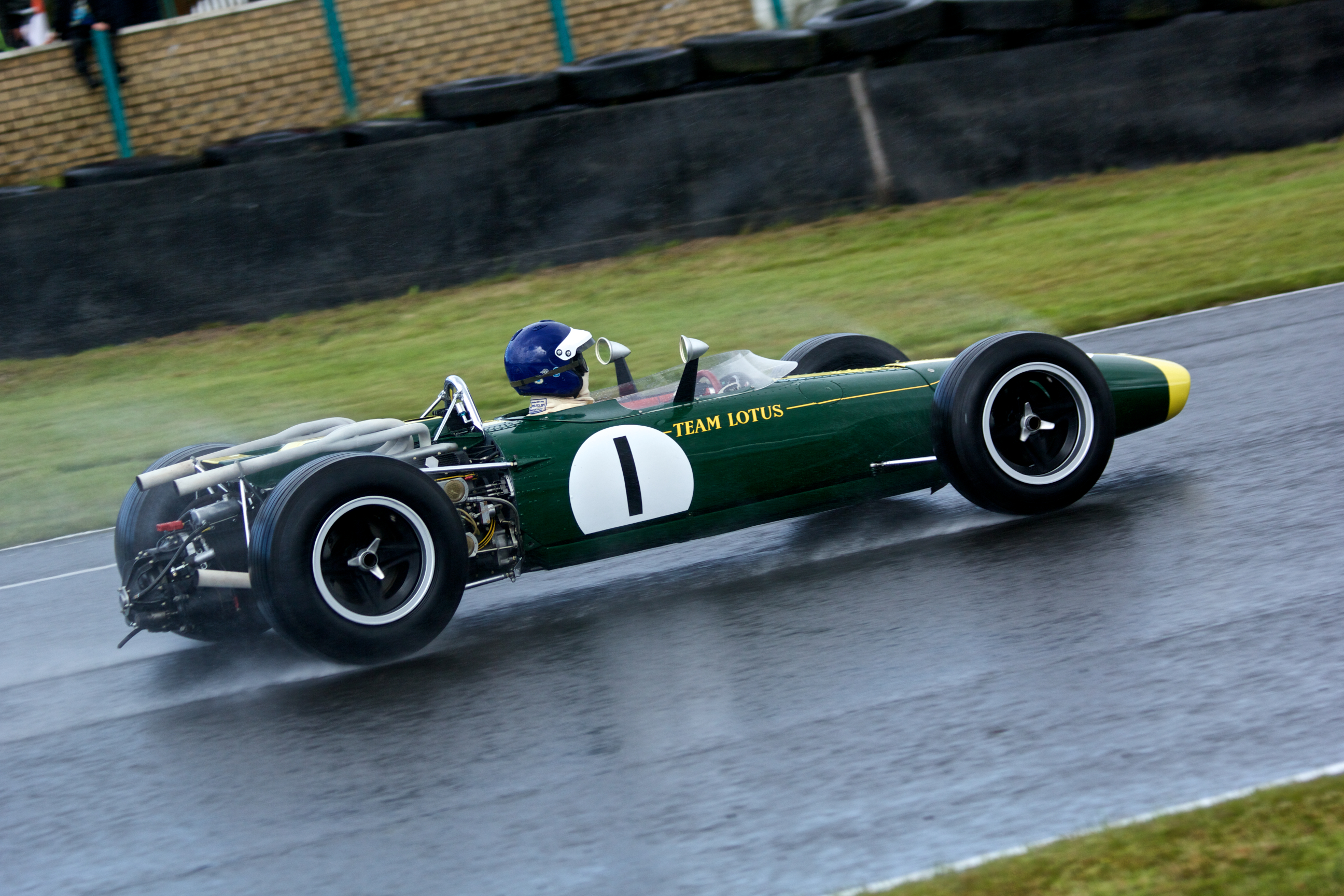
Lotus 43 bei einem Demonstrationslauf 2014
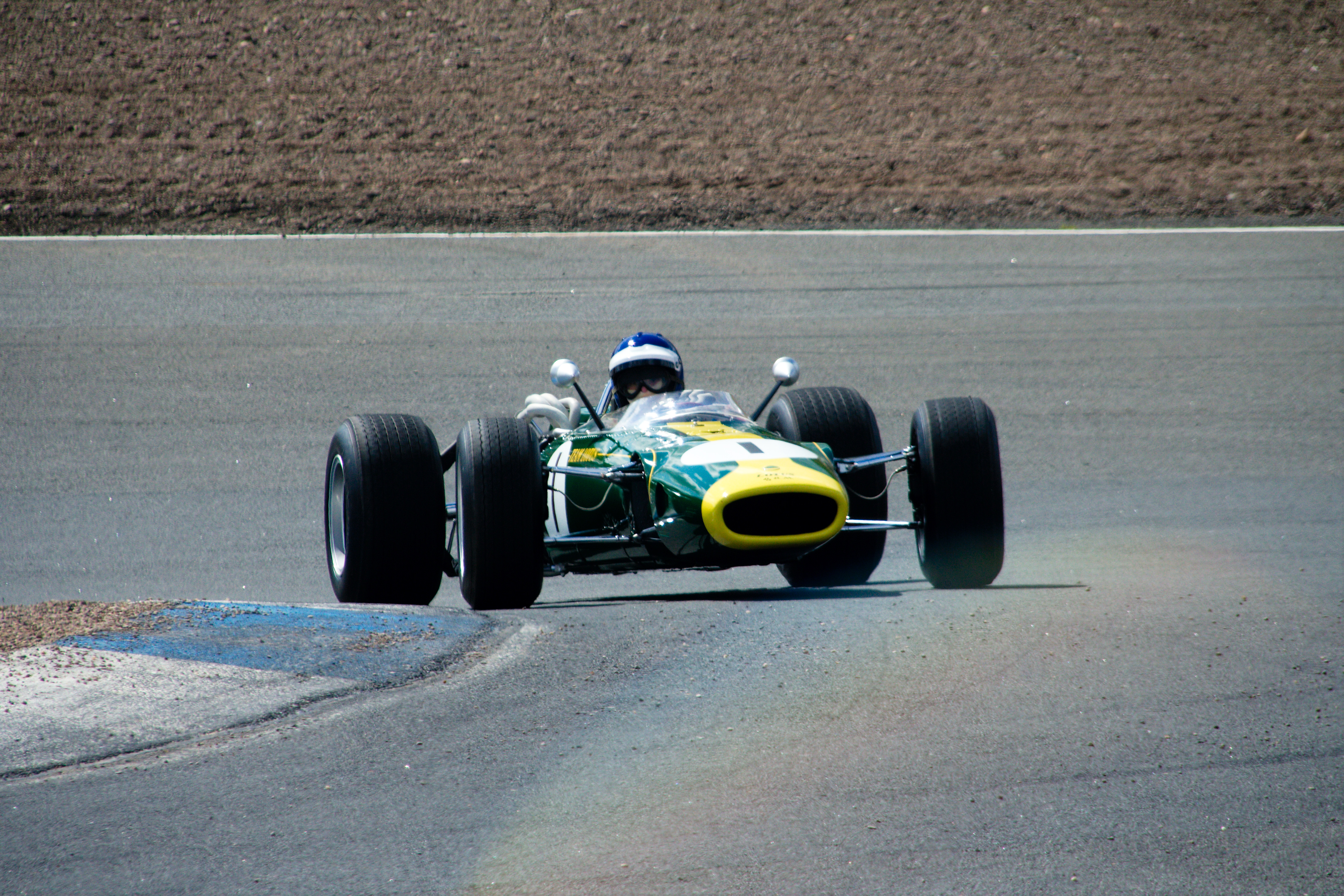
Lotus 43 bei einem Demonstrationslauf 2014
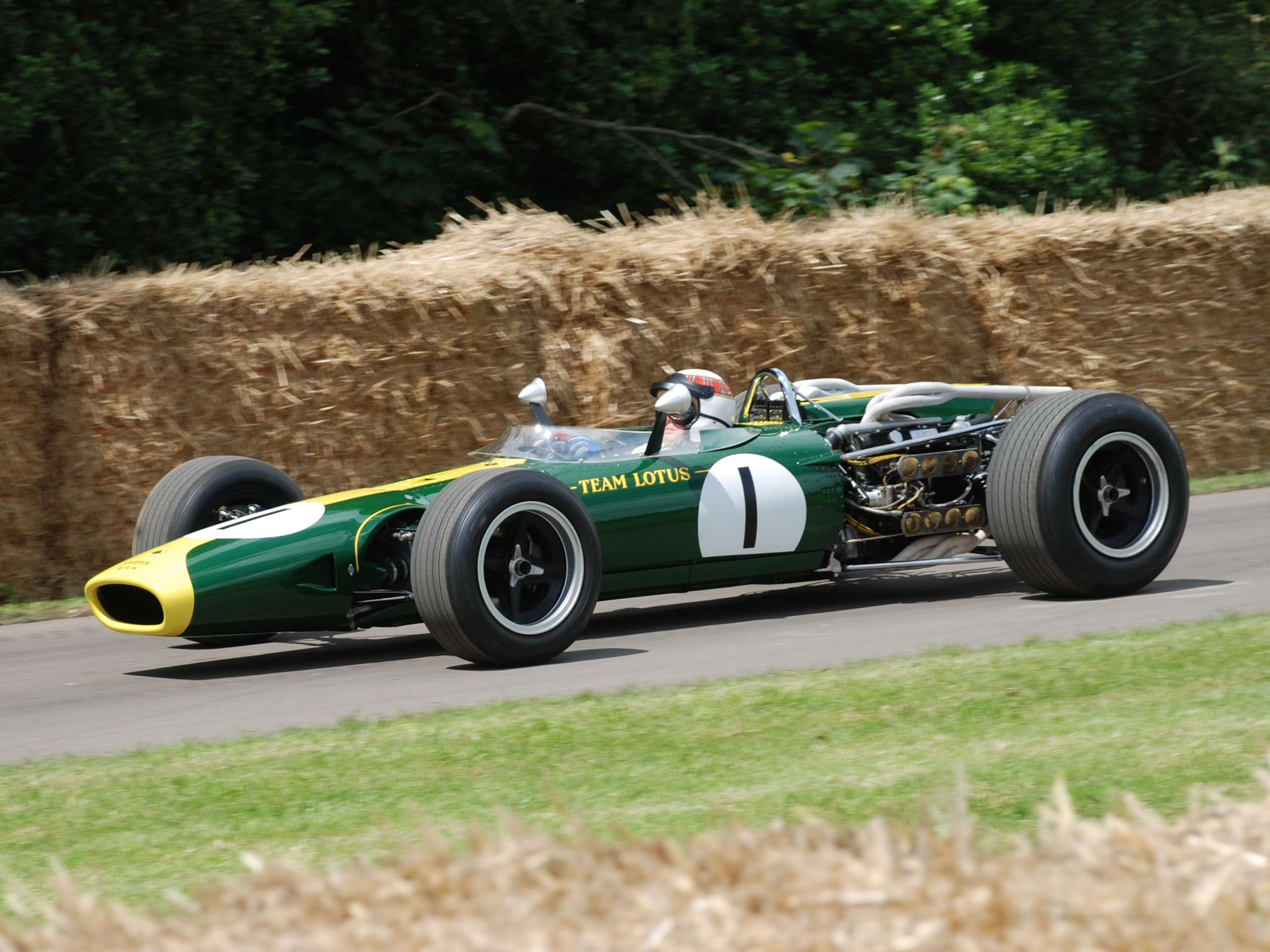
Lotus 43 beim Goodwood Festival, 2016
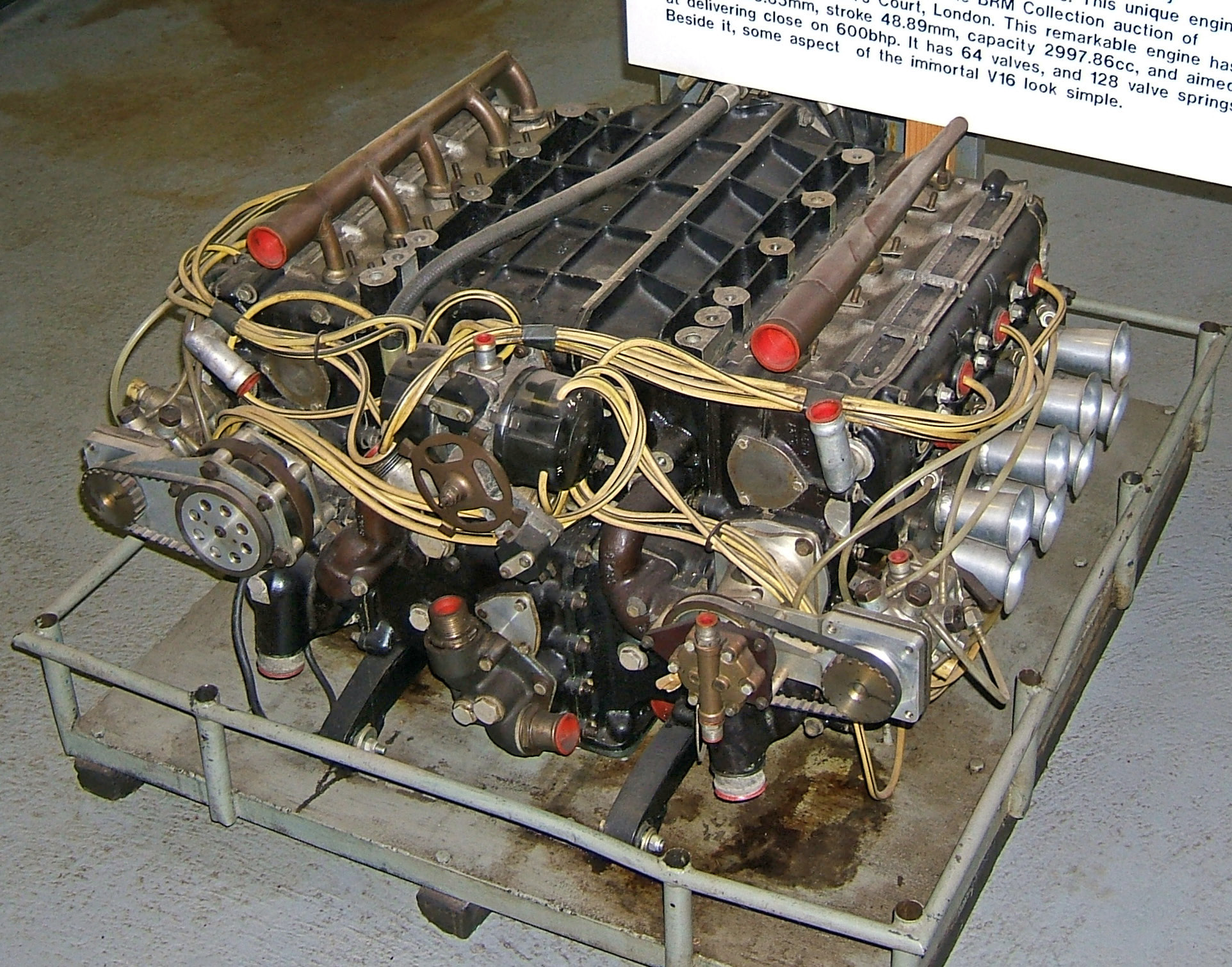
Der B.R.M.-H-16-Motor des Lotus 43

## Rennergebnisse
| Fahrer               | 1 | 2   | 3  | 4 | 5 | 6 | 7  | 8 | 9  | 10 | 11 | Punkte | Rang |
| -------------------- | - | --- | -- | - | - | - | -- | - | -- | -- | -- | ------ | ---- |
| Formel-1-Saison 1966 |   |     |    |   |   |   |    |   |    |    |    | 13     | 5    |
| Peter Arundell       |   | DNS | NC |   |   |   |    |   |    |    |    | 13     | 5    |
| Jim Clark            |   |     |    |   |   |   | NC | 1 | NC |    |    | 13     | 5    |

In der Saison 1966 wurde sowohl der Lotus 43-BRM, als auch der Typ33-BRM eingesetzt.
Die Gesamtpunkte beziehen sich auf alle Fahrer, die mit Lotus-BRM-Fahrzeugen an den Start gingen, inklusive der 4 Punkte, die von Piloten mit dem Lotus 33 erzielt wurden.
| Fahrer               | 1  | 2 | 3 | 4 | 5 | 6 | 7 | 8 | 9 | 10 | 11 | Punkte | Rang |
| -------------------- | -- | - | - | - | - | - | - | - | - | -- | -- | ------ | ---- |
| Formel-1-Saison 1967 |    |   |   |   |   |   |   |   |   |    |    | 6      | 8    |
| Jim Clark            | NC |   |   |   |   |   |   |   |   |    |    | 6      | 8    |
| Graham Hill          | NC |   |   |   |   |   |   |   |   |    |    | 6      | 8    |

Ab dem GP von Monaco wurde der Typ 43 vom Lotus-Werksteam nicht mehr eingesetzt, sondern durch den Lotus 49 ersetzt.
Die Gesamtpunkte beziehen sich auf alle Fahrer, die mit Lotus-BRM-Fahrzeugen an den Start gingen, einschließlich der 6 Punkte, die von Fahrern mit dem  Lotus 33 erzielt wurden.
| Legende  | Legende            | Legende                                                          |
| Farbe    | Abkürzung          | Bedeutung                                                        |
| -------- | ------------------ | ---------------------------------------------------------------- |
| Gold     | –                  | Sieg                                                             |
| Silber   | –                  | 2. Platz                                                         |
| Bronze   | –                  | 3. Platz                                                         |
| Grün     | –                  | Platzierung in den Punkten                                       |
| Blau     | –                  | Klassifiziert außerhalb der Punkteränge                          |
| Violett  | DNF                | Rennen nicht beendet (did not finish)                            |
| Violett  | NC                 | nicht klassifiziert (not classified)                             |
| Rot      | DNQ                | nicht qualifiziert (did not qualify)                             |
| Rot      | DNPQ               | in Vorqualifikation gescheitert (did not pre-qualify)            |
| Schwarz  | DSQ                | disqualifiziert (disqualified)                                   |
| Weiß     | DNS                | nicht am Start (did not start)                                   |
| Weiß     | WD                 | zurückgezogen (withdrawn)                                        |
| Hellblau | PO                 | nur am Training teilgenommen (practiced only)                    |
| Hellblau | TD                 | Freitags-Testfahrer (test driver)                                |
| ohne     | DNP                | nicht am Training teilgenommen (did not practice)                |
| ohne     | INJ                | verletzt oder krank (injured)                                    |
| ohne     | EX                 | ausgeschlossen (excluded)                                        |
| ohne     | DNA                | nicht erschienen (did not arrive)                                |
| ohne     | C                  | Rennen abgesagt (cancelled)                                      |
| ohne     | keine WM-Teilnahme |                                                                  |
| sonstige | P/fett             | Pole-Position                                                    |
| sonstige | 1/2/3/4/5/6/7/8    | Punktplatzierung im Sprint-/Qualifikationsrennen                 |
| sonstige | SR/kursiv          | Schnellste Rennrunde                                             |
| sonstige | *                  | nicht im Ziel, aufgrund der zurückgelegten Distanz aber gewertet |
| sonstige | ()                 | Streichresultate                                                 |
| sonstige | unterstrichen      | Führender in der Gesamtwertung                                   |